# Conesa
Conesa é um município da Espanha na comarca de Conca de Barberà, província de Tarragona, comunidade autónoma da Catalunha. Tem 29 km² de área e em 2021 tinha 106 habitantes (densidade: 3,7 hab./km²).

## Demografia
| Variação demográfica do município entre 1991 e 2004[carece de fontes?] | Variação demográfica do município entre 1991 e 2004[carece de fontes?] | Variação demográfica do município entre 1991 e 2004[carece de fontes?] | Variação demográfica do município entre 1991 e 2004[carece de fontes?] |
| ---------------------------------------------------------------------- | ---------------------------------------------------------------------- | ---------------------------------------------------------------------- | ---------------------------------------------------------------------- |
| 1991                                                                   | 1996                                                                   | 2001                                                                   | 2004                                                                   |
| 121                                                                    | 104                                                                    | 132                                                                    | 128                                                                    |